# A. W. Sauter
Adolf Willi Sauter (* 2. April 1911 in Basel; † 24. Februar 1961 in Heilbronn) war ein deutscher Grafiker, der überwiegend in Heilbronn tätig war.

## Leben
Sauters Vater war Elsässer, seine Mutter Heilbronnerin. Als Kind kam er nach Heilbronn. Er begann sein Kunststudium an der Staatlichen Akademie der Bildenden Künste in Stuttgart bei Ernst Schneidler und wechselte später zur Akademie der Bildenden Künste nach Karlsruhe, um dort bei Karl Hubbuch zu studieren. Er arbeitete als Schaufenstergestalter und als Gestalter für Packungen, Geschäftspapiere und Schutzmarken. In den 1930er-Jahren gewann er mit Schaufenstergestaltungen für Heilbronner Geschäfte zwei erste Preise: 1935 beim Schaufensterwettbewerb der Reichsarbeitsgemeinschaft für Deutsche Buchwerbung für die Bücherstube Rudi Kienzle, 1937 beim Schaufensterwettbewerb im Rahmen der Reichswerbewochen für die Deutsche Apotheke für die Sicherer’sche Apotheke. 1938 lobte die Zeitschrift Gebrauchsgraphik – International Advertising Art seinen „ungewöhnlich sparsamen szenischen Aufwand“ und bezeichnete sein Werk als „nicht nur grafisch, auch psychologisch vorbildlich“.

## Werk

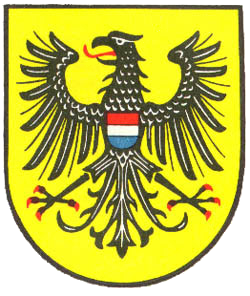
Von Sauter gestaltetes Wappen von Heilbronn

Sauter schuf grafische Arbeiten und entwarf viele Schaufensterdekorationen. So gestaltete er 1940 die Werbung der Heilbronner Konditorei Noller. 1949 gestaltete er nach einem Entwurf des Stuttgarter Heraldikers Alfred Dochtermann die bis heute verwendete Grafik des Heilbronner Stadtwappens. Seine Tuschezeichnung Feldblumen (1949) (69,5 × 49,5 cm groß) befindet sich in den Städtischen Museen Heilbronn. Beim Wiederaufbau der im Zweiten Weltkrieg zerstörten Sicherer’schen Apotheke gestaltete er 1950 die Inneneinrichtung.
Zu den von ihm gefertigten grafischen Arbeiten zählen Drucksachen für den Künstlerbund Heilbronn (Ausstellungsplakat 1953, Einladungskarte Künstlerfest 1957), außerdem erstellte er die Konzeption der Räume des Künstlerfests 1957. Für das Kleine Theater in Heilbronn gestaltete er einen Werbeprospekt. Er gestaltete die Werbeschrift für die Harmonie, Heilbronns gute Stube, die Speisekarte des Insel-Hotels und Drucksachen der Briefhüllenfabrik Wilhelm Pfau. 1952 gestaltete er den im DuMont-Verlag erschienenen Bildband Das Neckartal und seine Industrie, 1953 eine Gedenkschrift zum 100-jährigen Jubiläum des Heilbronner Gaswerks und ein Werbefaltblatt des städtischen Verkehrsamts und des Verkehrsvereins; 1956 wurde er mit dem Entwurf eines Plakats für die 800-Jahr-Feier der Stadt Schwäbisch Hall beauftragt. Er lieferte ferner Illustrationen für Bücher des Heilbronner Salzer-Verlages wie Paradies an der Memel (Susanne von Baibus, 1956), Das gefangene Buch (Arthur Ignatius, 1956) und Christ erscheint am Kongo (Peter Sulzer, 1958).